# Kick IIIII
Kick IIIII — восьмий студійний альбом венесуельської продюсерки та співачки Арки. Альбом був несподівано випущений 3 грудня 2021 року як п'ята і остання робота Kick. Альбом вийшов без синглів та попереднього анонсу.

## Передумови
Після виходу Kick I з'явилася новина, що Арка випустить ще два альбоми Kick, щоб створити трилогію. Артиска звернулася до Pitchfork, щоб розповісти про це: «Буде чотири томи. Третій буде трохи більш інтровертним, ніж Kick I, я думаю, трохи більше схожим на мій однойменний альбом. Четвертий — лише фортепіано, без вокалу. Наразі, як не дивно, найменш визначеним є третій. Це все зараз у стадії дозрівання […] Кожен Kick існує у своєрідному квантовому стані до того дня, коли я відправляю його на мастеринг. Я намагаюся не брати на себе зобов'язань, поки це не станеться. Але у мене є бачення щодо цього. Другий важкий на бекбіти, вокальні маніпуляції, манію і божевілля».
Kick IIIII схожий на попередній опис четвертого альбому Арки, повністю зосереджуючись на тихих ембієнтних композиціях, зосереджених в основному на фортепіано, щипкових струнних і кружляючих педах. Відомий японський композитор Рюіті Сакамото взяв участь у записі пісні «Sanctuary» у як гостьовий вокаліст.

## Відгуки
На сайті Metacritic Kick IIIII отримав 77 балів зі 100 можливих на основі рецензій 13 критиків, що свідчить про «загалом схвальні відгуки».

## Трек-лист
Автор музики і слів Арка, окрім треку «Fireprayer», написаного Аркою та Sia. 
| #     | Назва                                    | Тривалість |
| ----- | ---------------------------------------- | ---------- |
| 1.    | «In the Face»                            | 0:46       |
| 2.    | «Pu»                                     | 2:35       |
| 3.    | «Chiquito»                               | 3:07       |
| 4.    | «Estrogen»                               | 2:43       |
| 5.    | «Ether»                                  | 4:04       |
| 6.    | «Amrep»                                  | 2:55       |
| 7.    | «Sanctuary» (featuring Ryuichi Sakamoto) | 3:08       |
| 8.    | «Tierno»                                 | 3:44       |
| 9.    | «Músculos»                               | 5:21       |
| 10.   | «La Infinita»                            | 4:49       |
| 11.   | «Fireprayer»                             | 3:54       |
| 12.   | «Crown»                                  | 4:37       |
| 41:43 |                                          |            |

Використані семпли
- «Sanctuary» містить семпли з попередніх треків Арки: «Ave María», «Gestation» & «La Exorcista»
- «Fireprayer» містить семпли з пісні «Fire Meet Gasoline» з альбому 1000 Forms of Fear написаного Sia, Семюелем Діксоном і Грегом Курстіном у виконані Sia.